# Эмин, Иосиф
Иосиф Эмин (арм. Հովսեփ էմին; 1726—1809) — деятель армянского освободительного движения.

## Биография

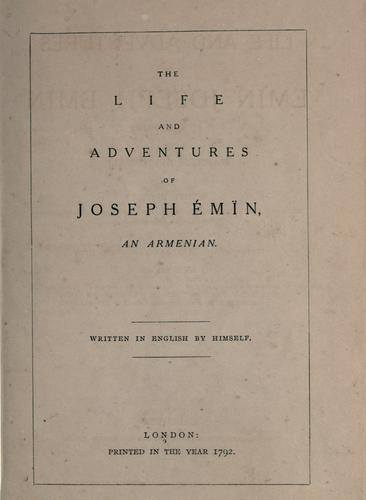
Титульный лист книги «Жизнь и приключения Иосифа Эмина, армянина», Лондон, 1792 год

Иосиф Эмин родился в Иране, в городе Хамадан, в армянской купеческой семье. То было время, когда внутренние неурядицы и нашествие афганцев потрясли престол кызылбашей Сефевидов. Из семейных преданий Эмин ещё в детстве узнал о многовековом угнетении армянского народа, о турецких и кызылбашских насилиях. В 1744 году Иосиф Эмин уехал в Калькутту, помогать отцу в торговых делах. В 1751—1759 годах жил в Великобритании, где ознакомился с идеями Просвещения, а также обучился артиллерийскому делу и искусству фортификации. В звании лейтенанта Эмин принял участие в боевых действиях англичан против французов.
В 1759 году Эмин выехал в Армению, где пытался организовать восстание армян против турок. В 1761 году вёл переговоры с русским правительством в Петербурге о создании федеративного армяно-грузинского государства, во главе с грузинскими Багратионами, под покровительством России. В 1763 вместе с М. Баграмяном направился в Грузию, где установил связь с армянскими меликами Карабаха и пытался привлечь к войне с Турцией предпоследнего грузинского царя Ираклия II. Ираклий II с почётом принял Эмина и, ознакомившись с его планами, высказался за необходимость объединения братских армянского и грузинского народов. Эмин высказал желание, чтобы Ираклий II, не медля, принял меры по освобождению армянского народа от иноземных захватчиков. Желание Эмина вполне совпадало с намерениями царя Картли и Кахети, но Ираклий II предварительно взвесил все обстоятельства и лишь спустя год согласился на предложения Эмина. Однако, в самой Армении нашлись сильные противники плана объединения Грузии и Армении; во главе их стоял армянский католикос Симеон.
«Эмин-ага! — обратился Ираклий к своему союзнику,— что я могу поделать? Ваш собственный католикос, со всеми епископами и монахами, против Вас; добрая часть моих подданных армян, которые смотрят на них как на пророков и апостолов, если я буду действовать вместе с Вами, не обращая внимания на то, что она думает, будет считать меня христианином не больше, чем султана».
В 1764 году Эмин выехал из Грузии в Карабах, к гюлистанскому мелику Иосифу, которого также пытался склонить к восстанию против турок. Здесь ему даже пришлось принимать участие в сражении с войсками Магомет-хана, обороняя Геташен.
С 1770 года Эмин жил в Калькутте.
Эмин был первым в армянской действительности просветителем, воспринявшим идеи европейского Просвещения XVIII века и активно пропагандировавшим эти идеи, выступал против крепостничества, был сторонником республиканского строя.
Историю своей жизни Эмин рассказал в автобиографии, написанной на английском языке и изданной в Лондоне в 1792 году под названием «The Life and Adventures of Joseph Emin an Armenian, written in English by himself».